# Кальциха
Кальциха — река в России, протекает по Гайнскому району Пермского края. Устье реки находится в 19 км от устья реки Леман по левому берегу. Длина реки составляет 14 км.
Исток реки в лесах в 18 км к северо-востоку от посёлка Гайны. Река течёт на запад и юго-запад по ненаселённому заболоченному лесному массиву. Впадает в Леман в 4 км к северо-востоку от посёлка Шордын.

## Данные водного реестра
По данным государственного водного реестра России относится к Камскому бассейновому округу, водохозяйственный участок реки — Кама от истока до водомерного поста у села Бондюг, речной подбассейн реки — бассейны притоков Камы до впадения Белой. Речной бассейн реки — Кама.
Код объекта в государственном водном реестре — 10010100112111100002256.